# Blizna (wieś w województwie podlaskim)
Blizna – wieś w Polsce położona w województwie podlaskim, w powiecie augustowskim, w gminie Nowinka. We wsi mieści się przystanek kolejowy.
W 1921 roku wieś liczyła 24 domy i 168 mieszkańców, w tym 114 staroobrzędowców, 53 katolików łacińskich oraz 1 ewangelik.
W latach 1975–1998 miejscowość administracyjnie należała do województwa suwalskiego.
Społeczność staroobrzędowa z Blizny należy do parafii funkcjonującej przy molennie w Suwałkach.